# La Pellerine (Maine-et-Loire)
La Pellerine is een gemeente in het Franse departement Maine-et-Loire in de regio Pays de la Loire. De plaats maakt deel uit van het arrondissement Saumur.

## Geschiedenis
De gemeente maakte deel uit van het kanton Noyant totdat dit op 22 maart 2015 werd opgeheven en de gemeenten werden opgenomen in het kanton Beaufort-en-Vallée. Op 15 december 2016 gingen de overige gemeenten van het voormalige kanton op in de commune nouvelle Noyant-Villages, alleen La Pellerine bleef zelfstandig.

## Geografie
De oppervlakte van La Pellerine bedraagt 5,3 km², de bevolkingsdichtheid is 25,5 inwoners per km².

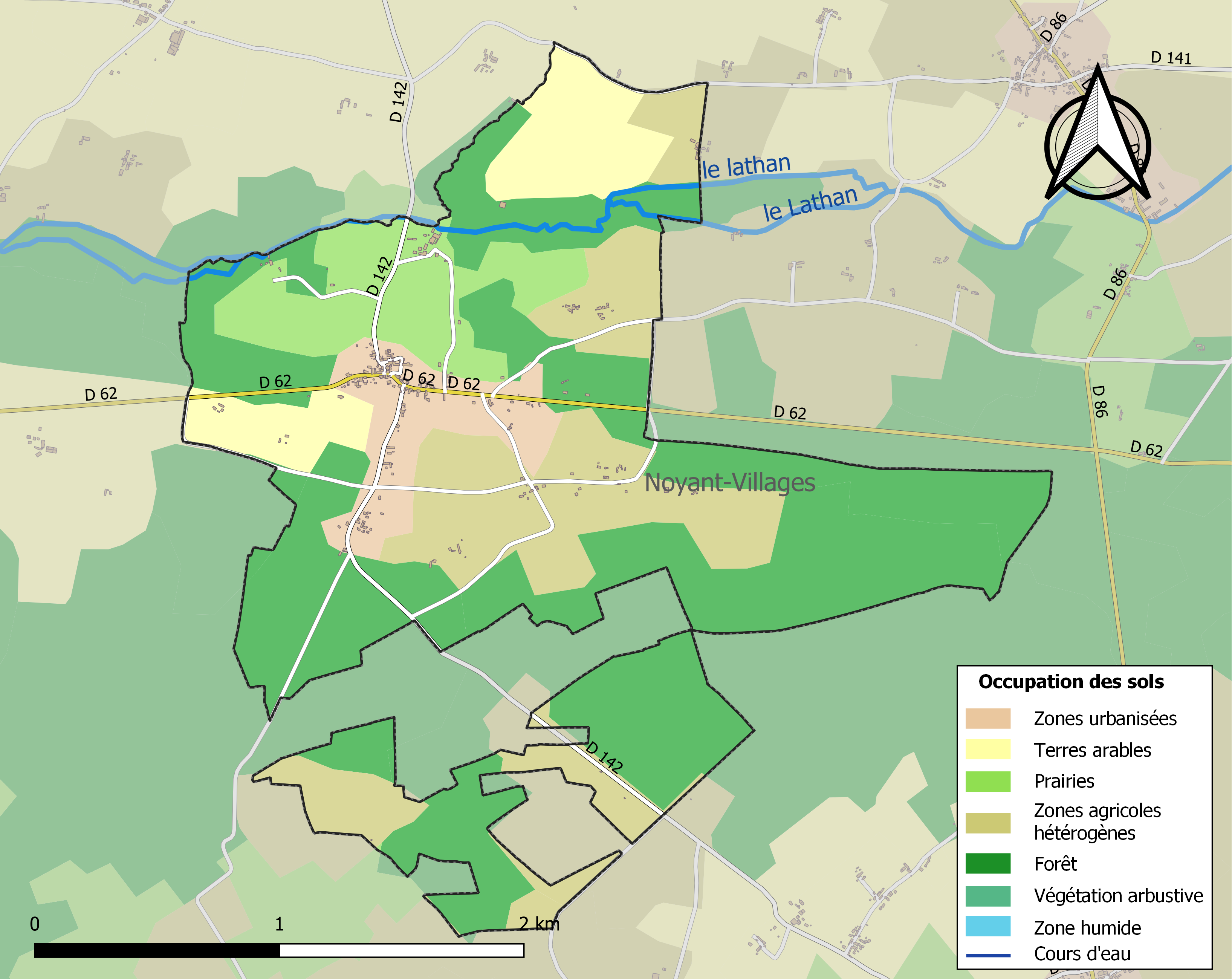
Kaart van de gemeente met de belangrijkste infrastructuur, bodemgebruik en omliggende gemeenten

## Demografie
Onderstaande figuur toont het verloop van het inwonertal.
Baugé-en-Anjou · Beaufort-en-Anjou · Les Bois d'Anjou · Mazé-Milon · Noyant-Villages · La Pellerine